# Arrivano i Superboys
Arrivano i Superboys (赤き血のイレブン?, Akakichi no Irebun, lett. "Gli undici rosso sangue") è un manga scritto da Ikki Kajiwara e disegnato da Mitsuyoshi Sonoda, pubblicato sulla rivista Shōnen King della Shōnen Gahōsha dal 1970 al 1971.
È il primo manga dedicato al calcio. L'autore, lo stesso di L'Uomo Tigre e Rocky Joe, utilizza le medesime tecniche di narrazione delle due serie precedenti, come ad esempio l'esasperazione idealistica dello sport praticato; la serie è tuttavia più realistica rispetto a quelle successivamente incentrate sul calcio.
Dal manga è stato tratto un anime, andato in onda in Giappone su Nippon Television dal 13 aprile 1970 al 5 aprile 1971, ogni lunedì alle 19. In Italia è stata trasmessa per la prima volta da Antenna Nord a partire dal 1980 e su altre TV locali sparse in tutta Italia. Altre trasmissioni sono avvenute su Super 3, Napoli Canale 21 e TMC, con un diverso montaggio delle sigle di apertura e chiusura, ed era meglio conosciuta con il titolo Soccer Boy e Goal.

## Trama
Nei nuovi quartieri sorti nelle campagne alla periferia di Tokyo, si trova l'istituto Shinsei Senior High Scool, frequentato dal giovane ed irrequieto Shingo Tamai, alunno del 6º anno, il nostro protagonista. All'inizio dell'anno scolastico viene presentato il nuovo docente di educazione fisica, Tempei Matsuki, ex portiere della nazionale giapponese di calcio e medaglia di bronzo ai giochi olimpici del Messico.
Questi intende costruire una squadra dell'istituto che possa arrivar a competere ad alti livelli; l'intento fa subito presa su molti ragazzi tranne che su Shingo, il quale non vede la possibilità di affermare la propria leadership in un gioco corale (di squadra) come il calcio. Decide così di boicottare la squadra "ufficiale" di Matsuki e di crearne una propria, la quale dopo una prima ed illusoria vittoria sarà sempre sconfitta da quella di Matsuki, che inizia ad esser visto da Shingo come un nemico invincibile. Successivamente i due riusciranno a chiarire il loro contrastato rapporto e Shingo diverrà il capitano dell'unica squadra della scuola allenata da Matsuki.

## Media

### Manga
Il manga, scritto da Ikki Kajiwara e disegnato da Mitsuyoshi Sonoda, è stato serializzato dal 1970 al 1971 sulla rivista Shōnen King edita da Shōnen Gahōsha. I vari capitoli sono stati raccolti in sei volumi tankōbon.
In Italia è stato pubblicato da Dynit dal 27 maggio al 21 ottobre 2021, in un'edizione in sei volumi fedele all'originale.
| Nº | Data di prima pubblicazione | Data di prima pubblicazione | Data di prima pubblicazione |
| Nº | Italiano                    | Italiano                    |                             |
| -- | --------------------------- | --------------------------- | --------------------------- |
| 1  | 27 maggio 2021              | ISBN 978-88-3355-136-4      |                             |
| 2  | 1º luglio 2021              | ISBN 978-88-3355-137-1      |                             |
| 3  | 7 luglio 2021               | ISBN 978-88-3355-138-8      |                             |
| 4  | 4 agosto 2021               | ISBN 978-88-3355-139-5      |                             |
| 5  | 22 settembre 2021           | ISBN 978-88-3355-140-1      |                             |
| 6  | 21 ottobre 2021             | ISBN 978-88-3355-141-8      |                             |

### Anime

Shingo nell'anime.

Un adattamento anime prodotto da Tokyo TV Doga e diretta dal duo Takeshi Yamada e Nobuhiro Okasako, è stato trasmesso in Giappone dal 13 aprile 1970 al 5 aprile 1971 su Nippon Television per un totale di cinquantadue episodi da circa ventiquattro minuti l'uno.
In Italia la serie è stata trasmessa per la prima volta su Italia 1 a partire dal 1980 per poi essere replicata su diverse televisioni locali.
L'edizione giapponese usa come sigla di apertura Akakichi no irebun (赤き血のイレブン?), cantata da Quattro Mates, testi di Ikki Kajiwara, musica di Osawa Hollow (Capitol Records) e come sigla di chiusura Waga tomo Tamai Shingo (わが友 玉井真吾?), cantata da Quattro Mates, testi di Ikki Kajiwara, musica di Osawa Hollow (Capitol Records).
L'edizione italiana invece utilizza come prima sigla di apertura e di chiusura Goal, scritta e cantata da Luigi Lopez, l'inno del campionato europeo di calcio del 1980 riciclata a sigla di questo anime, e come seconda sigla di apertura e chiusura Arrivano i Superboys, cantata da Antonio Galbiati, scritta da Fabrizio Berlincioni e composta da Silvio Amato, era la sigla per la trasmissione su TMC negli anni novanta.

#### Episodi
| Nº | Titolo italiano Giapponese 「Kanji」 - Rōmaji                                                | In onda           | In onda |
| Nº | Titolo italiano Giapponese 「Kanji」 - Rōmaji                                                | Giapponese        |         |
| 1  | Il primo incontro 「このボールの下に集まれ！」 - kono booru no shita ni atsumare!            | 13 aprile 1970    |         |
| 2  | La sconfitta di Shingo 「反逆のキック」 - hangyaku no kikku                                  | 20 aprile 1970    |         |
| 3  | Il prestito 「狼達の挑戦」 - ookami tachi no choosen                                         | 27 aprile 1970    |         |
| 4  | La prima sfida 「血戦」 - kessen                                                             | 4 maggio 1970     |         |
| 5  | L'orgoglio di Shingo 「嵐を呼ぶボール」 - arashi o yobu booru                                | 11 maggio 1970    |         |
| 6  | Il piccolo Komano 「俺が、太陽だ」 - ore ga, taiyoo da                                       | 18 maggio 1970    |         |
| 7  | Il colpo segreto 「必殺のドロップキック」 - hissatsu no doroppu kikku                        | 25 maggio 1970    |         |
| 8  | La sconfitta 「落日の対決」 - rakujitsu no taiketsu                                          | 1º giugno 1970    |         |
| 9  | Shingo cambia squadra 「俺のゴールはどっちだ」 - ore no gooru wa docchi da                   | 8 giugno 1970     |         |
| 10 | Un dribbling formidabile 「ライバル美杉純登場」 - raibaru misugi jun toojoo                  | 15 giugno 1970    |         |
| 11 | I due traditori 「涙のレフトバック」 - namida no refuto bakku                                | 22 giugno 1970    |         |
| 12 | Fiori per la squadra 「俺がシュートする！」 - ore ga shūto suru!                             | 29 giugno 1970    |         |
| 13 | Allenarsi per un tiro efficace 「ゴールへの特訓」 - gooru e no tokkun                        | 6 luglio 1970     |         |
| 14 | Riserva in panchina 「シュートをするな！」 - shūto o suru na!                                | 13 luglio 1970    |         |
| 15 | Chi è l'eroe? 「ヒーローは誰れだ！」 - hiiroo wa dare re da!                                 | 20 luglio 1970    |         |
| 16 | Colpo proibito 「禁じられたサブマリンシュート」 - kinji rare ta sabumarin shūto              | 27 luglio 1970    |         |
| 17 | l potente tiro 「火を吐くロケットシュート」 - hi o haku roketto shūto                        | 3 agosto 1970     |         |
| 18 | Misugi K.O. 「燃える魔球」 - moeru makyū                                                     | 10 agosto 1970    |         |
| 19 | Un rivale in pena 「傷ついたライバル」 - kizutsui ta raibaru                                 | 17 agosto 1970    |         |
| 20 | Il pallone vola alto 「大空へ飛ぶサブマリン」 - oozora e tobu sabumarin                      | 24 agosto 1970    |         |
| 21 | La scomparsa di Misugi 「消えた美杉純」 - kie ta misugi jun                                  | 31 agosto 1970    |         |
| 22 | Il tiro più forte 「よみがえるサブマリン」 - yomigaeru sabumarin                             | 7 settembre 1970  |         |
| 23 | Il boom di Jamagata 「フォークシュート山形豪十郎」 - fooku shūto yamagata goo jūroo          | 14 settembre 1970 |         |
| 24 | Che fenomeno Tamai! 「見てろ！俺のサブマリン・シュート」 - mi te ro! ore no sabumarin. shūto | 21 settembre 1970 |         |
| 25 | Vinceremo Misugi 「打倒!美杉純」 - datoo! misugi jun                                         | 28 settembre 1970 |         |
| 26 | Forza Shingo siamo con te 「うなれ!サブマリン・シュート」 - unare! sabumarin. shūto          | 5 ottobre 1970    |         |
| 27 | Il portiere fantasma 「幻のゴールキーパー上岡剛」 - maboroshi no goorukiipaa ueoka tsuyoshi  | 12 ottobre 1970   |         |
| 28 | La presa cieca 「目かくしのダイビングキャッチ」 - me kakushi no daibingu kyacchi             | 19 ottobre 1970   |         |
| 29 | Il portiere invincibile 「鉄壁のゴール」 - teppeki no gooru                                  | 26 ottobre 1970   |         |
| 30 | I fratelli infernali 「サッカーの鬼兄弟」 - sakkaa no oni kyoodai                            | 2 novembre 1970   |         |
| 31 | Il tiro acrobatico 「空中回転ひねりキック」 - kūchū kaiten hineri kikku                      | 9 novembre 1970   |         |
| 32 | Fra due campioni 「空手の滝隼人」 - karate no taki hayato                                    | 16 novembre 1970  |         |
| 33 | Passaggio incrociato 「風きる十字攻撃」 - kaze kiru jūji koogeki                             | 23 novembre 1970  |         |
| 34 | Il segreto del padre 「父の秘密」 - chichi no himitsu                                        | 30 novembre 1970  |         |
| 35 | Linea d'attacco 「鬼兄弟上岡来る!!」 - oni kyoodai kamioka kuru!!                            | 7 dicembre 1970   |         |
| 36 | La grande sfida 「執念の竜巻シュート」 - shūnen no tatsumaki shūto                           | 14 dicembre 1970  |         |
| 37 | Quel diavolo di Kamioka 「鬼の上岡十連勝！」 - oni no kamioka jū renshoo!                    | 21 dicembre 1970  |         |
| 38 | La sfida dei due diabolici fratelli 「鬼兄弟からの挑戦状」 - oni kyoodai kara no choosen joo | 28 dicembre 1970  |         |
| 39 | Addio ai rancori 「シュートでおめでとう」 - shūto de omedetoo                                | 4 gennaio 1971    |         |
| 40 | La pantera del Brasile 「ブラジルの黒豹」 - burajiru no kuro hyoo                            | 11 gennaio 1971   |         |
| 41 | Il grande campione 「世界の得点王ベレー来る!!」 - sekai no tokuten oo beree kuru!!           | 18 gennaio 1971   |         |
| 42 | Due grandi campioni 「黒豹の殺人シュート」 - kuro hyoo no satsujin shūto                     | 25 gennaio 1971   |         |
| 43 | Il piede d'oro 「黄金の右足」 - oogon no migiashi                                            | 1º febbraio 1971  |         |
| 44 | Il magnifico Jaegashe 「鬼コーチ八重島」 - oni koochi yaeshima                               | 8 febbraio 1971   |         |
| 45 | Il giaguaro nero 「ほえるブラックジャガー」 - hoeru burakku jagaa                            | 15 febbraio 1971  |         |
| 46 | Capire un avversario 「よみがえる右足」 - yomigaeru migiashi                                 | 22 febbraio 1971  |         |
| 47 | L'uno contro l'altro 「ジャングルの殺し屋たち」 - janguru no koroshi ya tachi                | 1º marzo 1971     |         |
| 48 | La madre di Ken 「ケン・サントスの母」 - ken. santosu no haha                                | 8 marzo 1971      |         |
| 49 | L'ultima sfida 「ふたごのサッカー野郎」 - futa go no sakkaa yaroo                            | 15 marzo 1971     |         |
| 50 | I giocatori del sole 「もえろ!太陽イレブン」 - moero! taiyoo irebun                          | 22 marzo 1971     |         |
| 51 | Piano d'attacco 「うなれ!はやぶさシュート」 - unare! wa yabu sa shūto                        | 29 marzo 1971     |         |
| 52 | Il tiro più forte 「世界にいどむ一球」 - sekai ni idomu ichi kyū                             | 5 aprile 1971     |         |

#### Doppiaggio
Il doppiaggio italiano è a cura della Coop. Sincrovox. Nel corso della serie, gli stessi doppiatori hanno prestato la voce a più di un personaggio, così come alcuni personaggi hanno avuto più di un doppiatore.
| Personaggio     | Doppiatore originale                                       | Doppiatore italiano |
| --------------- | ---------------------------------------------------------- | ------------------- |
| Shingo Tamai    | Ryōichi Tanaka                                             | Rodolfo Bianchi     |
| Teppei Matsuki  | Ichirō Murakoshi                                           | Rino Bolognesi      |
| Oohira Yosuke   | Shingo Kanemoto                                            | Ettore Conti        |
| Ryoko Asuka     | Akiko Mori (ep. 1-12, 25-28, 52) Hiroko Suzuki (ep. 13-16) | Sonia Scotti        |
| Mamoru Asuka    | Yoshiko Yamamoto                                           | Rodolfo Bianchi     |
| Takeshi Kamioka | Rokurō Naya                                                | Ettore Conti        |
| Ken Santos      | Kōji Nakata                                                | Renato Montanari    |
| Makoto Nagata   |                                                            | Ettore Conti        |
| Hayato Taki     | Ikuo Nishikawa (ep. 32-37) Ryūsei Nakao (ep. 38-52)        | Teo Bellia          |
| Yan Misugi      | Osamu Ichikawa                                             |                     |
| Narratore       | Gorō Naya (ep. 1-18)                                       | Rino Bolognesi      |